# Synidotea submarmorata
Synidotea submarmorata är en kräftdjursart som beskrevs av Oleg Grigor'evich Kussakin och Boris Vladimirovich Mezhov 1979. Synidotea submarmorata ingår i släktet Synidotea och familjen tånglöss. Inga underarter finns listade i Catalogue of Life.